# Sorbin (Pologne)
Pour l’article homonyme, voir Sorbin.
Sorbin est une localité polonaise de la gmina de Bliżyn, située dans le powiat de Skarżysko en voïvodie de Sainte-Croix.